# بانی چاو
بانی چاو فیلمی به کارگردانی احمدرضا گرشاسبی و نویسندگی فریدون دانشمند محصول سال ۱۳۷۴ است.نسخه تلویزیونی این فیلم با نام معین پزشک از شبکه دو پخش شد.

## بازیگران
- جهانگیر الماسی
- محمد متوسلانی
- فریماه فرجامی
- پردیس افکاری
- بهزاد خداویسی
- خسرو دستگیر
- شمسی فضل‌الهی
- مهدی وثوقی‌راد
- نیلوفر جوادپور
- نریمان شیری‌فرد
- صفر اجلی
- منوچهر علیپور
- ناصر مبارکشاهی
- ملکه رنجبر
- محمدرضا زندی
- برهان حیدری‌نیا